# Luciano Berio
 Luciano Berio  (Oneglia, 1925. október 24. – Róma, 2003. május 26.) olasz zeneszerző.
Zenész családból származott, első tanára apja volt. A milánói Verdi Konzervatóriumban Pariban és Ghedini vezetésével tanult zeneszerzést, Votto és Giulini irányításával vezénylést. Az amerikai Tanglewoodban Luigi Dallapiccola volt a mestere, aki  nagy hatást gyakorolt rá zeneszerzőként is.
Első művei szeriális hatást mutatnak. 1955-ben Bruno Madernával együtt megalapította a RAI milánói elektronikus zenei stúdióját (Studio di fonologica). Első elektronikus zenei kompozíciója a Thema (Omaggio a Joyce). 1960-tól kezdődően kurzusokat tartott Európában (Darmstadt) és az Egyesült Államokban (Mill’s College, Harvard University, Columbia University, Juilliard School of Music). A rock és a népzene iránt is érdeklődött, ezeket saját zenéjében is alkalmazta (Folk Songs, 1964; Wasseklavier, 1965;  Erdenklavier, 1968). Különösen jelentősek az énekhang újszerű alkalmazásával kitűnő kompozíciói (Visage, 1961 – elektronikus zene Cathy Berberian hangjával, Sinfonia, 1968 – hat énekes és zenekar, Coro, 1974 – énekhangok, hangszerek).
Berio egyformán otthonosan mozog az elektronikus, a hangszeres és a vokális zenében. Az 1960-as évektől írt Sequenza I–IX sorozata a hagyományos hangszerek hangzási lehetőségeit újították meg. A hagyományos előadói apparátusokat eredeti módon alkalmazta. Műveinek jelentős része színpadi alkotás (Traces, 1964 – színpadi oratórium; Labirintus II, 1964), színpadi kísérőzenét is írt Molière Képzelt betegéhez.
Az 1970-es évek végén Berio az IRCAM első munkatársai közé tartozott. Itt az elektroakusztikus részleg vezetője, később Firenzében alapított új stúdiót (Tempo reale). A 80-as években színpadi műveket alkotott (La vera storia, 1982 és Un re in ascolto, 1984), mindkettőt Italo Calvino szövegére.
Berio kutatója és alkotó újraértelmezője volt a klasszikus tradíciónak. Brahmsot és Mahlert hangszerelt, rekonstruálta Schubert 10. szimfóniáját (Rendering) és Monteverdi Orfeóját (Orpheo II), Boccherini művét dolgozta át. Saját műveiben is gyakran alkalmazott idézeteket (Sinfonia).